# Air Midwest Express-vlucht 5481

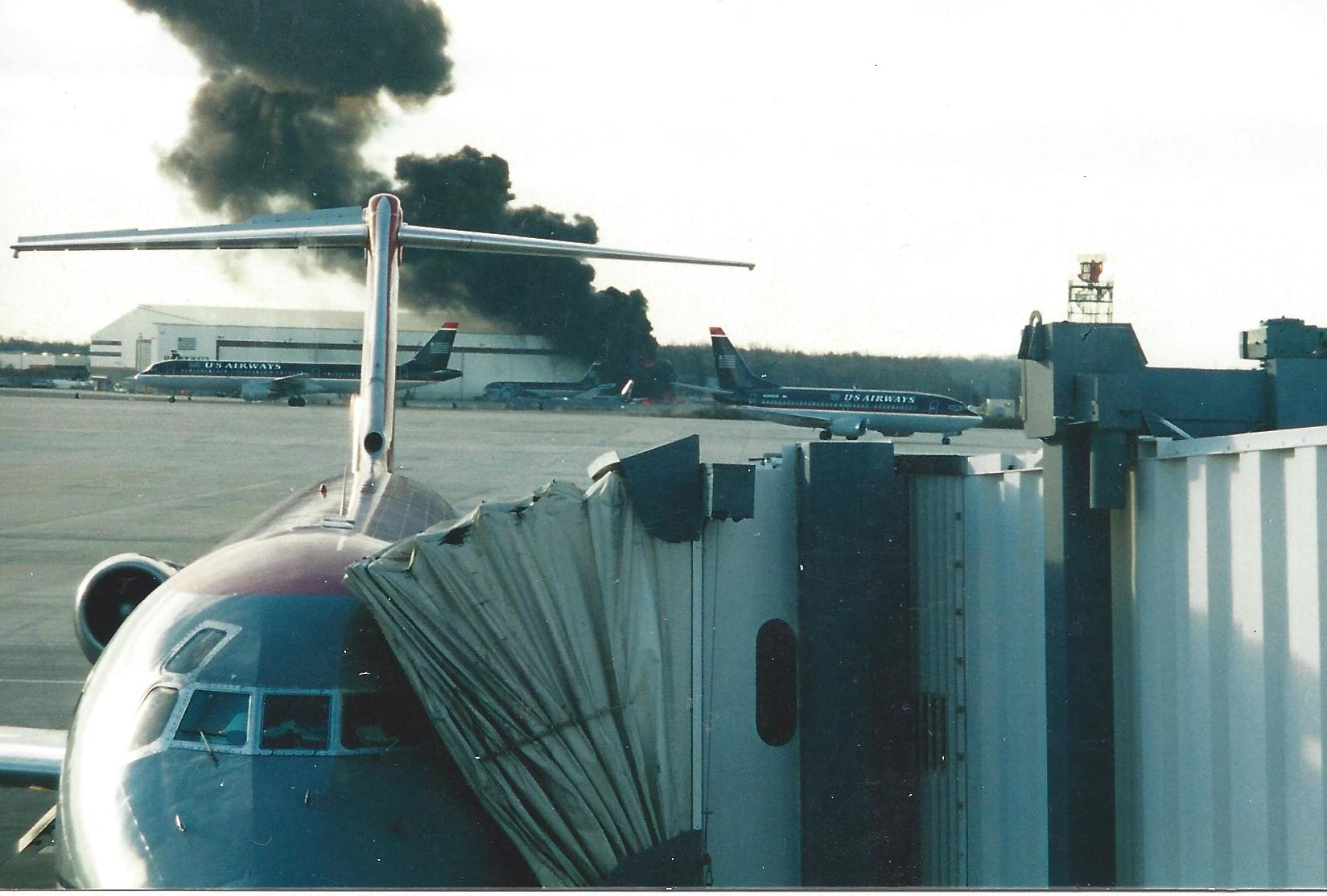
de plaats van het ongeluk

Air Midwest-vlucht 5481 werd uitgevoerd met een vliegtuig van het type Beechcraft 1900D dat op 8 januari 2003 tijdens een vlucht van Charlotte/Douglas International Airport naar Greenville-Spartanburg International Airport neerstortte en in brand vloog. Geen van de inzittenden overleefde de ramp. Het ongeluk vond plaats amper 37 seconden nadat het vliegtuig was opgestegen.

## Crew en passagiers
Het vliegtuig vervoerde 19 passagiers. De enige bemanningsleden aan boord waren de piloot en co-piloot. Er waren geen stewards aan boord daar een Beech 1900D-vliegtuig met slechts 19 zitplaatsen volgens Amerikaanse regelingen geen stewards hoeft te hebben.
Dit is een lijst van de passagiers en crew naar nationaliteit:
| Nationaliteit    | Passagiers | Crew | Totaal |
| ---------------- | ---------- | ---- | ------ |
| Bahama's         | 3          | 0    | 3      |
| Canada           | 1          | 0    | 1      |
| India            | 2          | 0    | 2      |
| Portugal         | 1          | 0    | 1      |
| Verenigde Staten | 12         | 2    | 14     |
| Totaal           | 19         | 2    | 21     |

De piloot van het vliegtuig was Katie Leslie. De co-piloot was Jonathan Gibbs.

## Oorzaak van de crash
De NTSB kwam tot de conclusie dat de ramp door twee onafhankelijke gebeurtenissen was veroorzaakt:
Allereerst bleek dat twee nachten voor het ongeluk de controlekabel van het hoogteroer een onderhoudsbeurt had ondergaan. Bij het onderzoek bleek dat de monteur die de kabel had onderzocht nog nooit eerder met een kabel van dit type had gewerkt. Onderzoek toonde ook aan dat de spanwartels die de spanning op de kabels controleren verkeerd waren afgesteld waardoor er onvoldoende mogelijkheid was om het stampen van het vliegtuig te controleren.
Een tweede punt dat had bijgedragen aan het ongeluk was het feit dat het vliegtuig te zwaar en met een te achterlijk zwaartepunt was beladen. Dit kwam door incorrecte inschattingen van het gewicht van de passagiers. Bij controle bleek dat het vliegtuig 600 pond zwaarder was dan maximaal toegestaan.
Volgens het rapport zou een van beide oorzaken op zich het vliegtuig niet hebben doen neerstorten. Enkel door het feit dat beide oorzaken tegelijk plaatsvonden ging het mis. Na de start raakte het vliegtuig in een overtrek waaruit het niet meer hersteld kon worden.

## Nasleep
Als gevolg van de overbelasting van het vliegtuig werden de regels voor het wegen van de vracht aangescherpt. Tevens moeten voortaan onderhoudsbeurten worden uitgevoerd onder toezicht van de luchtvaartmaatschappijen.

## Varia
- De ramp werd behandeld in het programma Air Crash Investigation in de aflevering "Dead Weight".